# Carlo Colombo (vescovo)
Carlo Colombo (Olginate, 13 aprile 1909 – Milano, 11 febbraio 1991) è stato un vescovo cattolico e teologo italiano.

## Biografia
Dopo una prima formazione a Cantù, presso il Collegio arcivescovile De Amicis, scelse di entrare in Seminario. Nella sede di Venegono Inferiore conseguì il dottorato in teologia nel 1931, lo stesso anno in cui venne ordinato sacerdote, il 19 settembre.
Dopo aver insegnato materie letterarie e filosofiche, nel 1938 divenne professore di teologia dogmatica speciale nella Pontificia Facoltà teologica di Milano con sede a Venegono.
Collaborò con diverse riviste teologiche ed ecclesiali, tra le quali si segnalano La Scuola Cattolica, Rivista di filosofia neoscolastica e La rivista del clero italiano.
Contribuì alla fondazione dell'Istituto superiore di studi religiosi di Gazzada e dal 1960 fu alla guida dell'Accademia che lì aveva sede.
Nel 1960 papa Giovanni XXIII lo nominò membro della Commissione teologica preparatoria del Concilio Vaticano II. Giovanni Battista Montini, divenuto papa Paolo VI, lo scelse come suo consigliere teologico personale.

### Ministero episcopale
Eletto vescovo titolare di Vittoriana il 7 marzo 1964 e consacrato il successivo 25 aprile per essere vescovo ausiliare di Milano, ebbe modo di partecipare come padre conciliare agli ultimi due periodi del Vaticano II dove già era stato presente come perito teologo.
Nel 1962 divenne preside della Pontificia Facoltà teologica di Milano. Nel 1967, con il trasferimento della Facoltà a Milano, ne divenne il primo preside (carica che mantenne fino al 1985).
Fece parte anche della Pontificia commissione per il controllo della popolazione e delle nascite.
Dal 1964 al 1974 guidò l'Istituto di studi superiori "Giuseppe Toniolo", ente fondatore dell'Università Cattolica del Sacro Cuore di Milano.
Dal 1969 al 1974 fu membro della Commissione Teologica Internazionale; fece parte della Commissione per la revisione del Codice di diritto canonico.
Lasciato nell'ottobre 1985 l'impegno di vescovo ausiliare della diocesi ambrosiana, morì a Milano l'11 febbraio 1991.

## Genealogia episcopale
La genealogia episcopale è:
- Cardinale Scipione Rebiba
- Cardinale Giulio Antonio Santori
- Cardinale Girolamo Bernerio, O.P.
- Arcivescovo Galeazzo Sanvitale
- Cardinale Ludovico Ludovisi
- Cardinale Luigi Caetani
- Cardinale Ulderico Carpegna
- Cardinale Paluzzo Paluzzi Altieri degli Albertoni
- Papa Benedetto XIII
- Papa Benedetto XIV
- Papa Clemente XIII
- Cardinale Marcantonio Colonna
- Cardinale Giacinto Sigismondo Gerdil, B.
- Cardinale Giulio Maria della Somaglia
- Cardinale Carlo Odescalchi, S.I.
- Cardinale Costantino Patrizi Naro
- Cardinale Lucido Maria Parocchi
- Papa Pio X
- Papa Benedetto XV
- Papa Pio XII
- Cardinale Eugène Tisserant
- Papa Paolo VI
- Cardinale Giovanni Colombo
- Vescovo Carlo Colombo